# Craspedosis rhomboidaria
Craspedosis rhomboidaria är en fjärilsart som beskrevs av Max Joseph Bastelberger 1911. Craspedosis rhomboidaria ingår i släktet Craspedosis och familjen mätare. Inga underarter finns listade i Catalogue of Life.